# Kabelmodem

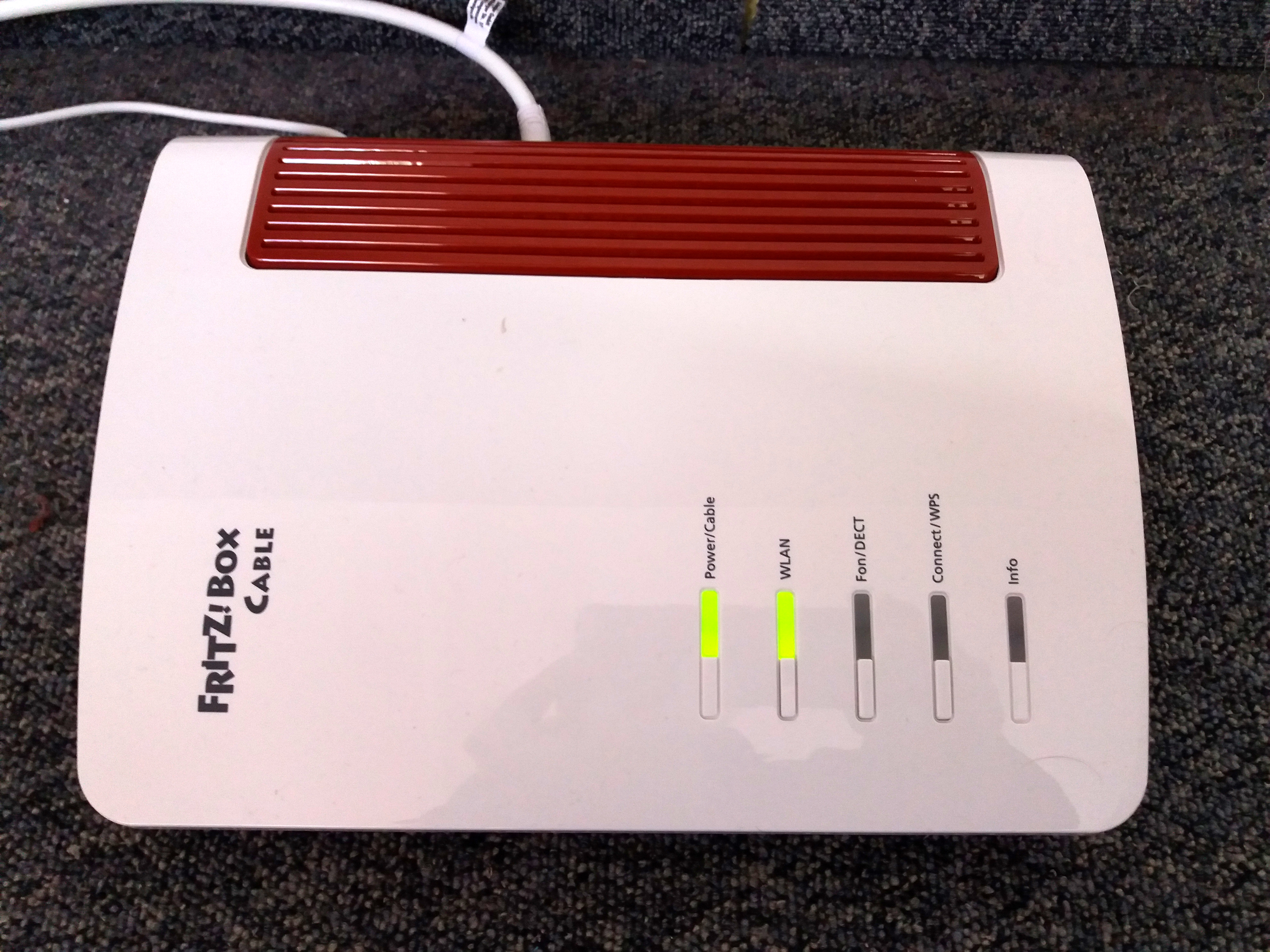
FRITZ!Box 6660 Cable, EuroDOCSIS-1.0/1.1/2.0/3.0/3.1-Kabelanschluss

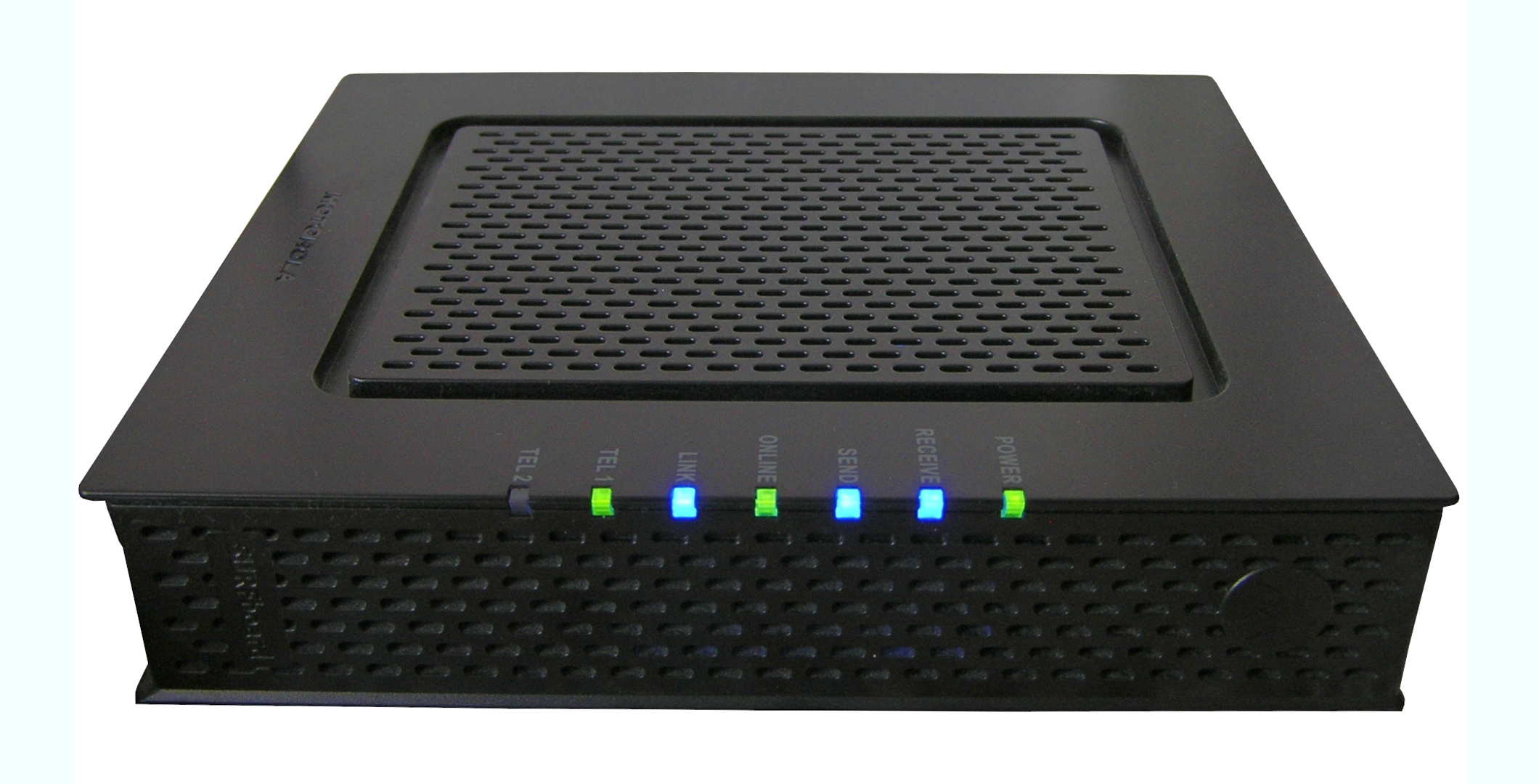
DOCSIS-3.0-Kabelmodem, Typ Motorola SURFboard SBV6120E

Als Kabelmodem (Neutrum, Plural die Kabelmodems) bezeichnet man ein Gerät, das auf Endkundenseite Daten über Kabelfernsehnetze überträgt und für Breitband-Internetzugänge über Kabelfernsehanschlüsse eingesetzt wird. Entsprechend wird diese Form des Internetzugangs als Kabelinternet bezeichnet.
Eine direkte Verbindung von Modem zu Computer war nur in den Anfangsjahren der Technik üblich; stattdessen ist im Kabelmodem ein Router und meist auch ein Netzwerkverteiler in Form eines Ethernet-Switches und/oder Wireless Access Point integriert. Solche Geräte werden als Kabelrouter oder EMTA (Embedded Multimedia Terminal Adaptor) bezeichnet. Eine eigene Treibersoftware für das Kabelmodem ist so nicht notwendig; die Konfiguration erfolgt über ein Webinterface.
Das Gegenstück zum Kabelmodem beim Kabelnetzbetreiber wird Cable Modem Termination System (CMTS) genannt. Ein CMTS bedient je nach Ausbaustufe bis zu 50.000 Endkunden.

## Geschichte

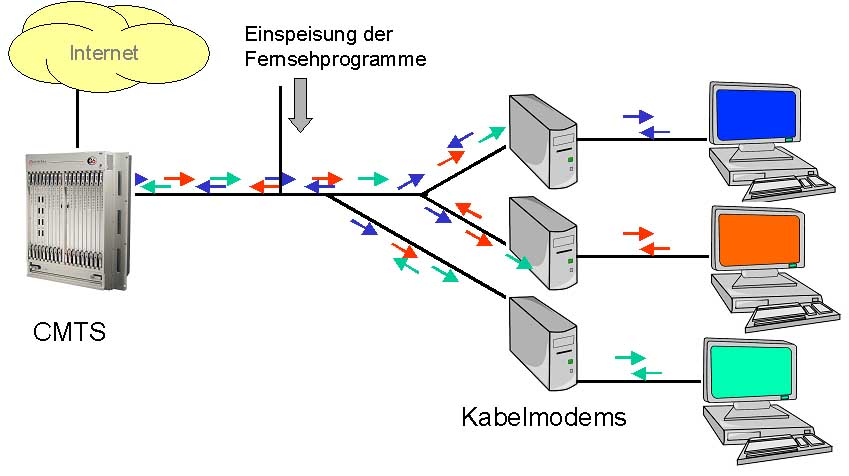
Netzarchitektur für Internetzugang über das Kabelfernsehnetz

Der Breitband-Internetzugang über Kabelfernsehnetze ist nach dem mittels Telefonleitung realisierten ADSL-Verfahren die am häufigsten verwendete breitbandige Zugangstechnik. In den 30 OECD-Staaten gab es Ende 2006 circa 57 Millionen Internetzugänge mittels Kabelmodem (entsprechend einem Marktanteil von knapp 30 % am gesamten Breitbandmarkt), davon etwas mehr als die Hälfte in den USA. In der Schweiz und in Österreich gab es jeweils grob 0,7 bzw. 0,5 Mio. Internetzugänge mittels Kabelanschluss bei 2,1 respektive 1,4 Mio. Breitbandanschlüssen.
Kabelfernsehnetze waren bei ihrem Aufbau v. a. in den 1980er Jahren nur zur analogen Rundfunkverteilung vorgesehen, zur bidirektionalen Datenübertragung über einen Rückkanal waren daher umfangreiche und kostenintensive Umbauarbeiten notwendig. Ende September 2007 gab es in Deutschland etwa eine Million Kabelinternetzugänge bei 18 Mio. DSL-Anschlüssen. 2020 war bei Vodafone 99 % des unternehmenseigenen Netzes rückkanalfähig, bei Tele Columbus etwa 70 %. In großen Wohnanlagen kann es jedoch auch noch heute vorkommen, dass der Betreiber der Anlage einen bidirektional Ausbau nicht wünscht, um eventuelle Störungen des Fernsehempfangs zu vermeiden, da es sich um ein "shared medium" handelt.

## Eigenschaften

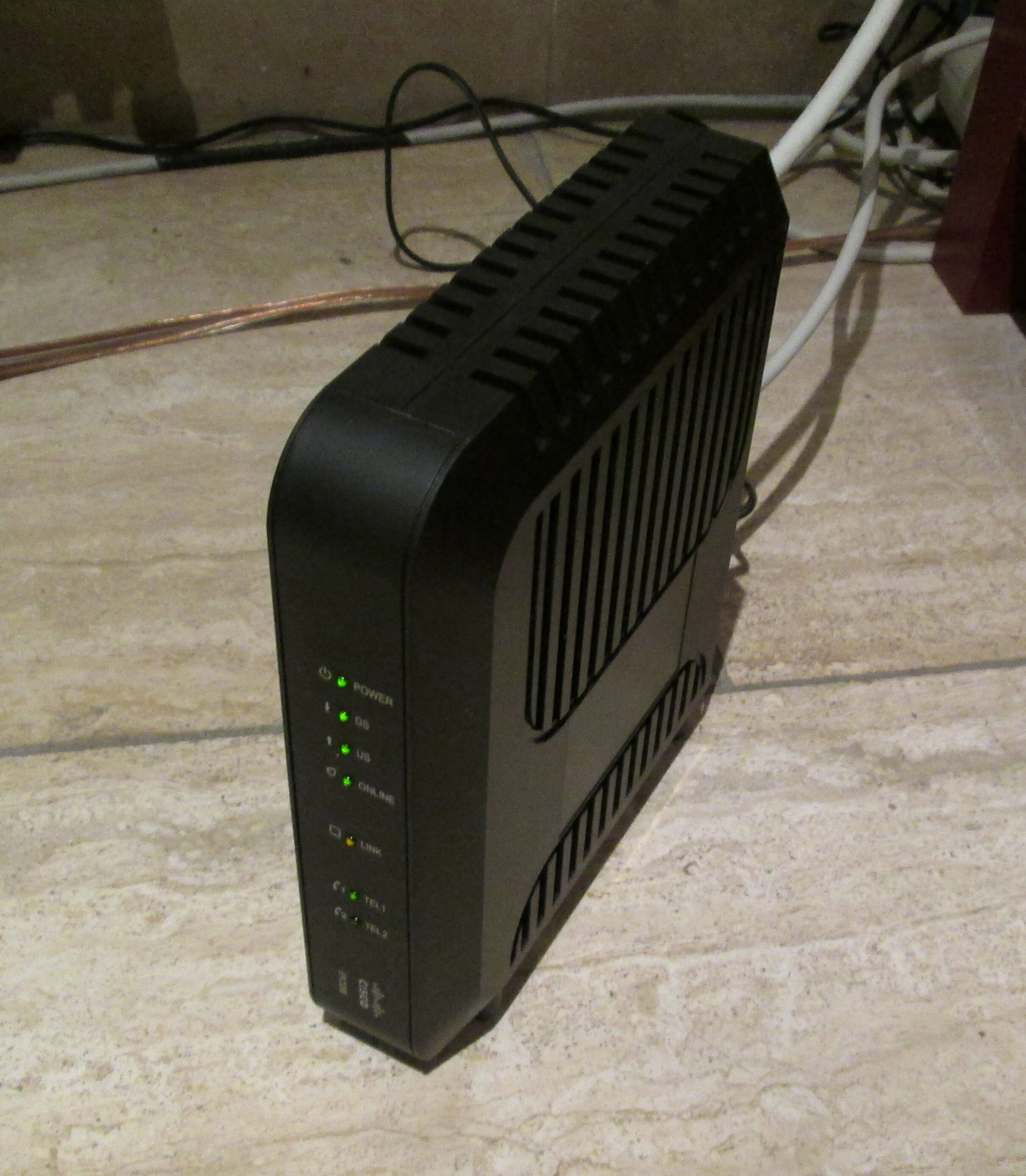
DOCSIS-3.0 Kabel-Gateway der neuen Generation mit eingebautem DHCP-Server Typ Cisco EPC 3208

Die vom PC an der USB-, Ethernet oder WLAN-Schnittstelle empfangenen Daten werden im Kabelmodem in ein mit dem Kabelnetz kompatibles Übertragungsformat umgewandelt. Dabei werden die Frequenzbereiche einiger Kabelfernsehkanäle exklusiv für die Datenübertragung genutzt. Angepasst an die beim „Internetsurfen“ im Internet typische Verkehrslast, können die Frequenzbereiche so genutzt werden, dass mehr Übertragungskapazität in Richtung zu den Teilnehmern als in Gegenrichtung zur Verfügung steht. Eine optimale Zuordnung der Frequenzen ist auch deshalb wichtig, weil das Kabelnetz eine Baumtopologie aufweist. Ein Kabel von der Kopfstelle verzweigt auf seinem Weg unterhalb der Straßen vielfach und bedient bis zu mehrere hundert Kabelfernsehkunden. Alle an einem Baum angeschlossenen Kabelinternetteilnehmer müssen sich den für den Datenverkehr reservierten Frequenzbereich teilen. Für moderne Kabelnetze existiert diese Baumtopologie und damit der Flaschenhals des Teilens der Gesamtbandbreite nur für die letzte Meile (die im Gegensatz zum Telekomnetz aber reguliert ist), da von der Kabelkopfstelle bis zu der letzten Verteilstation das Signal für alle angeschlossenen Teilnetze parallel über Glasfaserkabelnetze (siehe auch Hybrid Fiber Coax, HFC) transportiert werden kann.
Eine Datenverschlüsselung nach dem Data Encryption Standard mit einer Schlüssellänge von 56 Bit (DOCSIS 1.0) bzw. 128 Bit (DOCSIS 1.1/2.0) soll die Vertraulichkeit der Daten gewährleisten. Inzwischen gibt es DOCSIS 3.0 bei den großen Kabelanbietern. Somit ist es möglich, Frequenzbänder bzw. Frequenzkanäle zu verbinden und weit über 100 MBit/s zu erreichen.
Je nach Ausführung können Kabelmodems eine Übertragungsgeschwindigkeit über 120 Mbit pro Sekunde in beiden Richtungen erreichen. Die angebotenen Geschwindigkeiten legen die Netzbetreiber nach technischen und wirtschaftlichen Gesichtspunkten selbst fest. Sie reichen von ISDN-Geschwindigkeit bis zu 1000 Mbit pro Sekunde zum Teilnehmer und meist deutlich weniger in Gegenrichtung.
Meist wird das Modem vom Kabelnetzbetreiber dem Endkunden gestellt. Da der Kabelnetzbetreiber einer Wohnung seitens des Mieters nicht frei wählbar ist, kann sich ein Kunde also seinen Anbieter („Provider“) nicht frei aussuchen. Solange sich noch keine einheitlichen Standards für den Zugang durchgesetzt hatten, war es ebenfalls nicht möglich, ein unabhängig vom Kabelnetzbetreiber selbstgekauftes Modem zu nutzen, um einen Internetzugang über das Kabelnetz zu realisieren. Manche Kabelmodems mit eingebautem Router lassen sich in den so genannten Bridge-Modus versetzen, bei welchem der eingebaute Router deaktiviert wird. Einige Netzbetreiber erlauben inzwischen die Verwendung selbstgekaufter Modems, wenn das Modem für die eingesetzte DOCSIS-Version zertifiziert ist. In Deutschland ist diese Gestattung seit Inkrafttreten des Gesetzes zur Routerfreiheit am 1. August 2016 verpflichtend für alle Netzbetreiber. In jedem Fall muss das eigene Modem aber beim Netzbetreiber registriert werden, um den Zugang zu erlauben.
Im Haushalt kann das Kabelmodem an jeder Kabelfernsehanschlussstelle angeschlossen werden. Lediglich in einigen alten innerhäuslichen Kabelnetzen kann es notwendig sein, das Kabelmodem direkt am Zugangspunkt (meist im Keller) anzuschließen. Das ist der Fall, wenn in der Hausverteilung noch alte Kabelverstärker installiert sind, die nicht bidirektional arbeiten. Man kann diese gegen neue Modelle austauschen, um das Kabelmodem an allen Anschlussstellen im Haus betreiben zu können.
Die Extraktion der Internetdaten wird im Kabelmodem selbst vorgenommen (siehe weiter unten). Ein separater Frequenzsplitter (DSL-Splitter) ist also nicht notwendig.
Als Telefonlösung wird Voice over Cable eingesetzt, eine Variante der IP-Telefonie. Dazu wird in der Regel ein analoges Telefon ans Kabelmodem angeschlossen. In Deutschland stellen die Kabelnetzbetreiber seit Ende 2007 auch Kabelmodems mit S0-Bus zum Anschluss von ISDN-Endgeräten und -Telefonanlagen bereit.
Alternativ kann zur Telefonie auch ein IP-Datenstrom über den Netzwerkanschluss nach dem SIP-Standard verwendet werden.
Heute werden Kabelmodems meist per LAN-Kabel an den PC angeschlossen, wobei ein integrierter Router mit meist vier Gigabit-LAN-Anschlüssen und WLAN verbreitete Optionen im Heimbereich sind. Selbst wenn WLAN vorhanden ist, wird bisher nicht auf den LAN-port verzichtet, damit das Gerät auch bei einem Ausfall oder einer Fehlfunktion des WLAN-Moduls, oder auch nur des DHCP-Servers, konfiguriert werden kann. Hat das Kabelmodem keinen eingebauten Router, kann zwischen PC und Modem ein Router geschaltet werden, wodurch der unabhängige Internetzugang für mehrere Rechner im LAN oder WLAN ermöglicht wird.
Früher war statt LAN noch die Variante verbreitet, das Kabelmodem per USB-Anschluss mit dem PC zu verbinden. Das setzte einen speziellen Treiber für das Betriebssystem voraus, welcher in der Regel ausschließlich für Microsoft Windows verfügbar war. Außer der Beschränkung auf Windows ergibt sich weiterhin der Nachteil, dass weitere Rechner im heimischen Netzwerk (LAN) nur dann Internetzugang haben, wenn der Rechner, an dem das Modem angeschlossen ist, eingeschaltet und für die Weiterleitung der Netzwerkdaten konfiguriert ist. Außerdem darf das Modem aufgrund der begrenzten maximalen Kabellänge von USB nicht zu weit weg vom Rechner stehen.

## Übertragungsverfahren
Als weltweiter Standard für die Modulationsverfahren und andere Schnittstelleneigenschaften hat sich der in den USA entwickelte DOCSIS-Standard (Data Over Cable Service Interface Specification) durchgesetzt. In Europa gab es konkurrierende Vorschläge (DVB-RCCL, DAVIC), die sich aber nicht am Markt etablieren konnten. Die Besonderheiten der europäischen Kabelnetze wie Frequenzplan und höhere Kanalbandbreite von acht statt sechs Megahertz werden in einem Anhang zum DOCSIS-Standard berücksichtigt (EuroDocsis). Es gibt verschiedene Versionen des Standards (1.0, 1.1, 2.0, 3.0 und 3.1). Während die Erweiterung von DOCSIS 1.0 auf 1.1 nur aus Softwareanpassungen bestand, enthält DOCSIS 2.0 verbesserte Verfahren für Fehlerkorrektur und Vielfachzugriff (S-CDMA und A-TDMA). Damit wird die nutzbare Datenrate nochmals erhöht, insbesondere für den Rückkanal. Der neueste DOCSIS-Standard 3.1 vom Oktober 2013 unterstützt Datenraten von bis zu 10 GBit/s in Empfangsrichtung (engl. "downstream") und 1 Gbit/s in Senderichtung (engl. "upstream").
Die Daten für beide Übertragungsrichtungen werden auf unterschiedliche Frequenzbänder aufmoduliert, um eine bidirektionale Übertragung zu ermöglichen. Für die entsprechende digitale Signalverarbeitung werden hochintegrierte Schaltungen mit digitalen Signalprozessoren eingesetzt.
Wegen der Baumstruktur des Kabelfernsehnetzes werden in Sende- und Empfangsrichtung unterschiedliche Modulationsverfahren angewendet. In Empfangsrichtung werden Kanäle oberhalb von 450 MHz genutzt. Mit der aufwendigen Quadraturamplitudenmodulation (QAM) werden die digitalen Signale auf die Trägerfrequenzen aufmoduliert.

## Aufbau und Funktionsweise

Funktionsprinzip des Kabelmodems

Die wesentlichen Funktionsblöcke eines Kabelmodems sind im Bild gezeigt:
- Der Tuner stellt die für Hin- und Rückkanal zu verwendenden Frequenzen ein. Der Diplexer leitet die Empfangsfrequenzen an den Demodulator und fügt die vom Modulator kommenden Signale in das Kabelnetz ein. Er erfüllt somit eine Funktion, die in der klassischen analogen Fernsprechtechnik durch die Gabelschaltung erfüllt wurde.
- Der Demodulator erzeugt aus dem Breitbandsignal ein Basisbandsignal, das im Bauteil für die Medienzugriffssteuerung fehlerkorrigierend decodiert wird. Die Daten werden in der CPU so aufbereitet, dass sie per Ethernet oder USB-Schnittstelle an den PC geleitet werden können.
- Der Modulator übernimmt den vom MAC-Baustein kommenden Datenstrom und wandelt ihn in das zu übertragende Breitbandsignal um.
- Der MAC-Baustein (Media Access Controller) hat eine zentrale Funktion. Neben der Kodierung und Dekodierung der Daten steuert er den Zugriff auf den Rückkanal für zu sendende Daten. Er teilt sich diese Aufgaben mit der
- CPU, die außerdem die Gerätesteuerung und den Datenaustausch mit dem PC übernimmt.

## Rundfunkanschlussdosen und Multimediaanschlussdosen

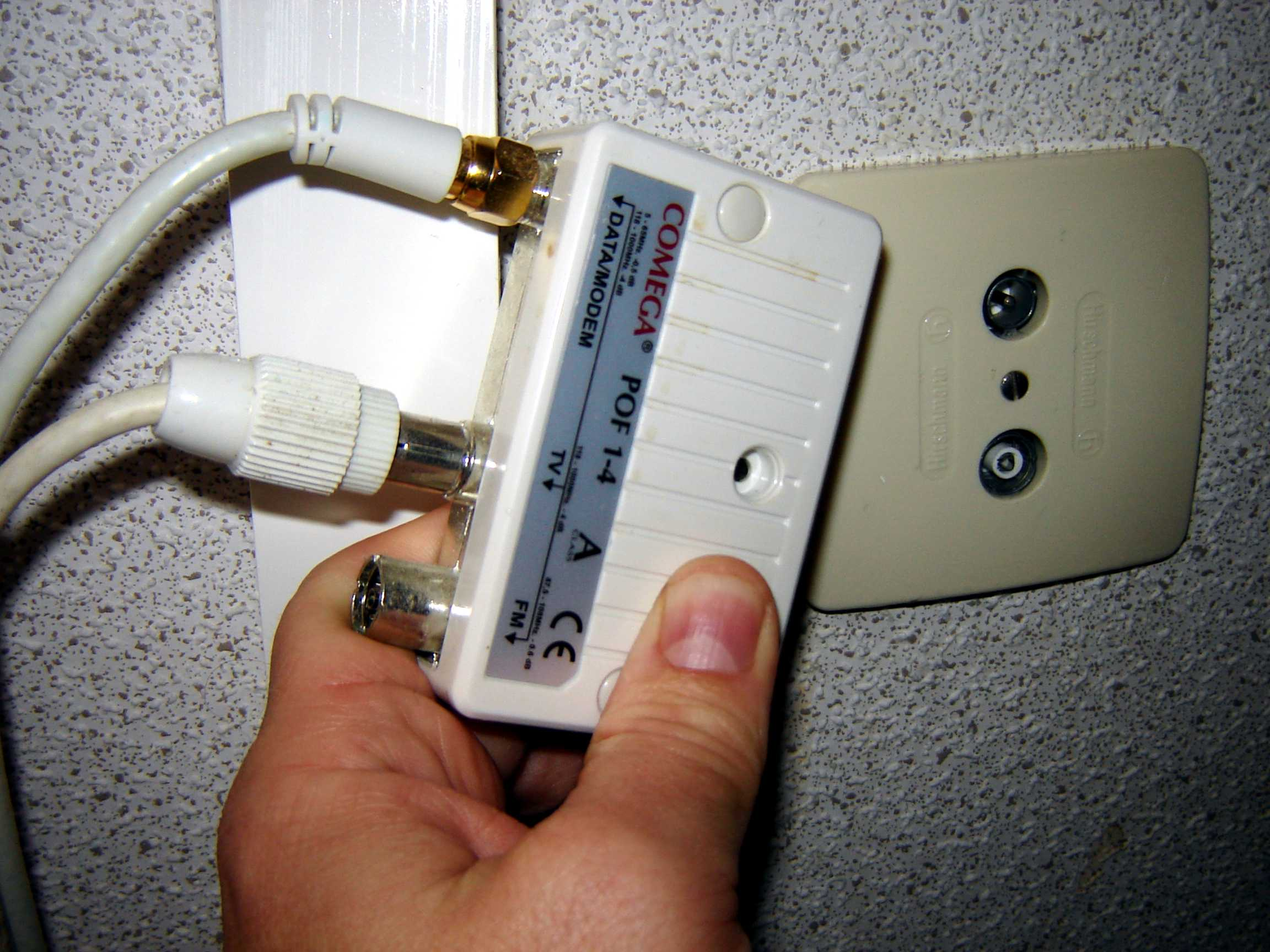
Ein nachgerüsteter Kabelanschluss mit herkömmlicher Antennendose erfordert einen zusätzlichen Aufsteckadapter (POA) mit Filter für den Breitband-Internetzugang

Das Kabelmodem wird über eine geeignete Antennensteckdose an einen Kabelanschluss des Kabelfernsehens angeschlossen. Diese Anschlussdosen können zusätzlich zu den zwei IEC-Steckbuchsen für Radio- und Fernsehgeräte eine dritte Anschlussmöglichkeit für ein Kabelmodem besitzen. Bei diesen auch als MMD (Multimediadose) bezeichneten Anschlussdosen kann die Einstreuung von Störsignalen in das Kabelnetz über die Radio- und Fernsehanschlussbuchse in den Sende-Datenstrom, der in der Regel dem Frequenzbereich von 5–65 MHz erfolgt, mit Filtern deutlich reduziert werden.

## Störungen bei Kabelmodems
Der Sende- und Empfangspegel der Kabelmodems ist genormt. Häufige Ursachen von zeitweiligen Störungen sind schwankende, schwacher oder zu hoher Pegel im Kabelnetz oder Störungen durch mangelhafte Abschirmungen.
Ein auch bei Störungen aktives Kabelmodem ermöglicht es dem Anbieter, den Pegel des Rückkanals und das Signal-Rausch-Verhältnis bis zum Anschluss des jeweiligen Kunden zu messen.
Für den sicheren und störungsfreien Betrieb eines Kabelmodems sollten dafür geeignete Fernsehanschlussdosen installiert sein. Die Verwendung von hochwertigem Installationsmaterial und der Verzicht auf zusätzliche Antennendosen, Verteiler oder Weichen bis zum Kabelmodem kann zur Reduzierung zusätzlicher Störquellen beitragen.
Falls die Topografie des Kabelfernsehnetzes den Einsatz von Verstärkern erfordert, müssen diese für den Modemanschluss bidirektional (rückkanalfähig) sein.
Durch Einsatz eines zusätzlichen kapazitiven Mantelstromfilters am Antenneneingang können Störungen von anderen Geräten durch sogenannte Brummschleifen vermieden werden.
Mit der Einführung von DVB-T2 in Deutschland nahm auch die Störanfälligkeit bei den Downstreamkanälen durch hohe Sendeleistung von DVB-T2 Sendern sowie bei schlechter Abschirmung zu, da in der Regel dieselben Frequenzen verwendet werden. Auch durch die Einführung des DOCSIS 3.1-Standards führte dies bei den OFMD-Downstreamkanälen durch Mobiltelefone und Sendeanlagen in Verbindung mit dem LTE-Mobilfunkstandard zu Einstrahlungen, da auch hier dieselben Frequenzen verwendet werden. Einstrahlungen führen beim Modem zu Abbrüchen und Instabilität im Betrieb.

## Voraussetzung der häuslichen Infrastruktur

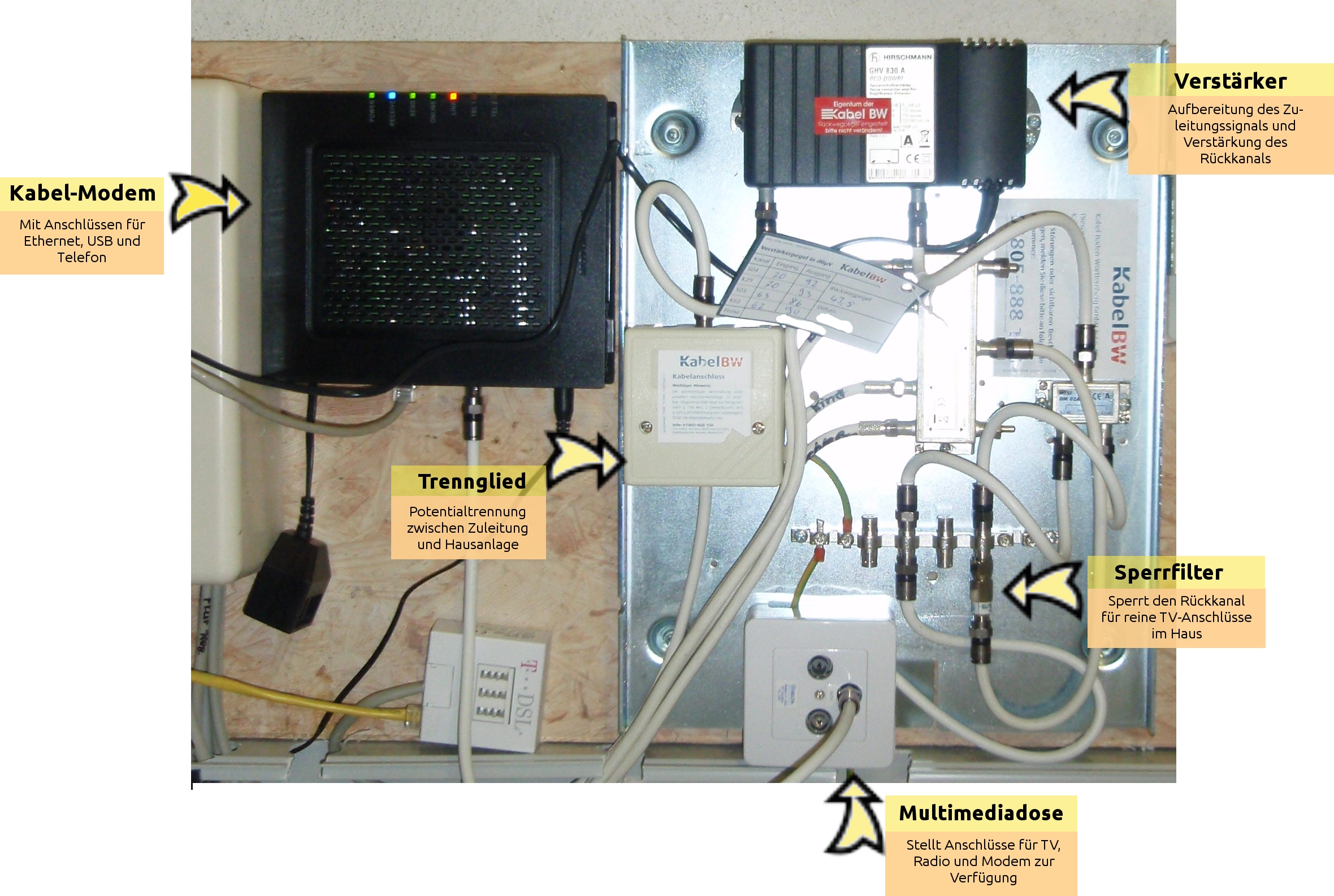
BK-Internet-Installation im Netz der Kabel BW mit Erklärungen der Bauteile

Um den Internetzugang über das Kabelfernsehnetz zu gewährleisten, muss die im Kundenhaushalt bestehende Verteilung des bisher meist rein für Fernsehen und Radio genutzten Kabelanschlusses geeignet ausgeführt sein oder auch bei Bedarf ausgetauscht werden. Besonders wichtig ist dabei, dass entsprechend abgeschirmte Koaxialkabel und Verteiler (z. B. nach dem sog. Class-A-Standard) sowie rückkanalfähige Verstärker und oben genannte Multimediadosen verwendet werden.
Zudem muss (abhängig vom regionalen Kabelanbieter) die gesamte lokale Kabelfernsehanlage in den häuslichen Potentialausgleich eingebunden werden, um mögliche Potentialunterschiede zwischen der von außen kommenden Zuleitung und innerhalb des Hauses auszugleichen.
Diese Arbeiten dürfen in der Regel nur von zertifizierten bzw. speziell ausgebildeten Technikern durchgeführt werden, da sonst die Gefahr besteht, dass erhebliche Störungen im Kabelfernsehnetz auftreten.

## Hersteller von Kabelmodem-Hardware
- Arris International (TM722AB), (TM402B), (TM502B/H), TM602B) & (Vodafone Station TG3442DE)
- AVM GmbH (Fritz!Box Cable)
- Cisco Systems (EPC3208), (EPC3208GV1), (EPC3212) & (EPC3925)
- Compal (Connect-Box Compal CH7465LG)
- EchoStar (HDC-601 DER)
- Motorola (SBV5120E), (SBV5121) & (SBV6120)
- Hitron (Hitron CGNV4), (Hitron CVE-30360)
- Pace (Horizon DMC7002KLG)
- Samsung (UM-C5120), (Horizon (SMT C5400), (SMT G7400) & (SMT G7401))
- Scientific Atlanta (EPC2203)
- Technicolor (TC4400), (TC7200), (TC7200V2) & (Vodafone Station CGA4233DE)
- Ubee (Ubee EVW3226)